# Соколов, Виктор Васильевич
Виктор Васильевич Соколов (3 апреля  1947 года, ст. Копьево, Орджоникидзевский район, Красноярский край) — мастер спорта СССР по конькобежному спорту (1979), тренер по лёгкой атлетике КГБОУДО "Детско-юношеская спортивно-адаптивная школа «Центр адаптивного спорта». «Почётный гражданин ЗАТО Железногорск» присвоено решением Совета депутатов ЗАТО г. Железногорск 16 июня 2016 года .

## Биография
Соколов Виктор Васильевич родился 3 апреля 1947 года, в ст. Копьево Орджоникидзевского района Красноярского края. В 1980 году окончил Красноярский педагогический университет по специальности физическое воспитание. В период обучения стал мастером спорта СССР по конькобежному спорту. После окончания университета преподавал физическую культуру, работал тренером по конькобежному спорту в ДЮСШ. С 1994 года Виктор Васильевич стал заниматься с детьми лечебной физкультурой. С 2014 года работает тренером Детско-юношеской спортивно-адаптивной школы «Центр адаптивного спорта».
В 2000 году присвоена высшая квалификационная категория по должности «учитель».
За свою преподавательскую деятельность Виктор Васильевич подготовил победителей и призёров Чемпионатов России, Европы и Мира, его воспитанники стали участниками Паралимпийских игр в Афинах, Лондоне и Рио-де-Жанейро.
Лучшие воспитанники В. В. Соколова: Наталья Большакова — мастер спорта международного класса, участница Паралимпийских игр-2004, Марта Прокофьева — кандидат в мастера спорта, участница Паралимпийских игр-2012, Вадим Неделин — мастер спорта, Вероника Зотова — кандидат в мастера спорта.

## Награды и звания
- Отличник народного просвещения РСФСР

- Мастер спорта СССР

- В 2008 году получил звания «Заслуженный педагог Красноярского края», «Лучший детский тренер России», «Лучший тренер Красноярского края», «Лучший тренер г. Железногорска»

- Диплом Благотворительного фонда спортивных программ «Наше поколение»

- Благодарственное письмо губернатора Красноярского края за высокие достижения в спортивной подготовке спортсменов-инвалидов по зрению (2010)